# グルカ (駆逐艦・2代)
| 画像をアップロード | |
| 艦歴               | |
| 発注               | 1936年3月10日 |
| 起工               | 1936年7月6日 |
| 進水               | 1937年7月7日 |
| 就役               | 1938年10月21日 |
| 退役               | |
| その後             | 1940年4月9日戦没 |
| 除籍               | |
| 性能諸元           | |
| 排水量             | 基準：1,850トン 満載：2,520トン |
| 全長               | 377 ft (115 m) o/a |
| 全幅               | 36 ft 6 in (11.13 m) |
| 吃水               | 9 ft (2.7 m) |
| 機関               | アドミラルティ式3胴型水管缶3基 パーソンズ式ギアードタービン2軸 44,430 hp（公試時）                                                                   |
| 最大速力           | 36ノット |
| 乗員               | 219名 |
| 兵装               | 4.7インチ（12 cm）砲連装4基 2ポンド対空砲4連装1基 50口径（12.7 mm）機関銃4連装2基 21インチ（533 mm）4連装魚雷発射管1基 爆雷投射機2基 爆雷投下軌条1基 |

グルカ (HMS Gurkha, L20/F20) は、イギリス海軍の駆逐艦。トライバル級。

## 艦歴
1936年7月6日起工。1937年7月7日進水。1938年10月21日就役。
「グルカ」は地中海の第4駆逐艦戦隊に所属し、戦争勃発までは演習に参加したり各地を訪問したりしていた。
1939年9月、「グルカ」は紅海でイタリア海軍の動向を監視する部隊に配属された。10月、第4駆逐艦戦隊は本国艦隊に転属となった。1940年2月23日、グルカはフェロー諸島南方でドイツ潜水艦「U53」を撃沈した。
1940年4月9日、「グルカ」を含む部隊がベルゲン攻撃を取りやめ撤退中にドイツ軍のJu 88およびHe111爆撃機により攻撃を受けた。より良い射撃条件を確保しようとした際に「グルカ」は他の艦から離れてしまい、その結果「グルカ」に攻撃が集中した。「グルカ」はすぐに停止し、沈没した。乗員は軽巡洋艦「オーロラ」により救助されたが、15名が死亡した。
「グルカ」は、航空機によって沈められた最初のイギリス駆逐艦となった。